# Vitesse par équipes masculine aux Jeux olympiques d'été de 2008
Navigation
Athènes 2004 Londres 2012
La vitesse par équipes masculine, épreuve de cyclisme sur piste des Jeux olympiques d'été de 2008, a lieu le 15 août 2008 sur le Vélodrome de Laoshan de Pékin. La course est remportée par l'équipe britannique composée de Chris Hoy, Jason Kenny et Jamie Staff.

## Résultats

### Qualification
Les treize équipes de trois coureurs ont participé à un tour de qualifications. Les huit équipes avec les meilleurs temps se sont qualifiées pour la suite de la compétition alors que les quatre autres recevaient un rang final basé sur le temps obtenu.
| Rang | Équipe             | Cyclistes                                                      | Résultats   |
| 1.   | Grande-Bretagne    | Chris Hoy Jason Kenny Jamie Staff                              | 42 s 950 RM |
| 2.   | France             | Grégory Baugé Kévin Sireau Arnaud Tournant                     | 43 s 541    |
| 3.   | Allemagne          | René Enders Maximilian Levy Stefan Nimke                       | 44 s 197    |
| 4.   | Pays-Bas           | Theo Bos Teun Mulder Tim Veldt                                 | 44 s 213    |
| 5.   | Australie          | Daniel Ellis Mark French Shane Kelly                           | 44 s 335    |
| 6.   | Japon              | Kiyofumi Nagai Tomohiro Nagatsuka Kazunari Watanabe            | 44 s 454    |
| 7.   | Malaisie           | Azizulhasni Awang Josiah Ng Mohd Rizal Tisin                   | 44 s 752    |
| 8.   | États-Unis         | Michael Blatchford Adam Duvendeck Giddeon Massie               | 45 s 346    |
| 9.   | Chine              | Feng Yong Li Wenhao Zhang Lei                                  | 45 s 556    |
| 10.  | Grèce              | Athanasios Mantzouranis Vasileios Reppas Panagiotis Voukelatos | 45 s 645    |
| 11.  | République tchèque | Tomas Babek Adam Ptacnik Denis Spicka                          | 45 s 678    |
| 12.  | Russie             | Sergey Polynskiy Denis Dmitriev Sergey Kucherov                | 45 s 964    |
| 13.  | Pologne            | Maciej Bielecki Kamil Kuczynski Łukasz Kwiatkowski             | 45 s 266    |

### Premier tour
Dans le premier tour, les équipes s'affrontaient. Les deux gagnantes les plus rapides se sont qualifiées pour la finale. Les deux autres gagnantes se qualifiaient pour la petite finale et les perdantes ont reçu un rang final selon les temps obtenus pendant ce tour.
| Série | Équipe          | Temps    | Rang |
| ----- | --------------- | -------- | ---- |
| 1     | Australie       | 44 s 090 | 4    |
| 1     | Pays-Bas        | 44 s 212 | 5    |
| 2     | Allemagne       | 43 s 699 | 3    |
| 2     | Japon           | 44 s 437 | 6    |
| 3     | France          | 43 s 656 | 2    |
| 3     | Malaisie        | 44 s 822 | 7    |
| 4     | Grande-Bretagne | 43 s 034 | 1    |
| 4     | États-Unis      | 45 s 423 | 8    |

### Finales
| Équipe          | Temps    | Rang |
| --------------- | -------- | ---- |
| Grande-Bretagne | 43 s 128 | 1    |
| France          | 43 s 651 | 2    |
| Allemagne       | 44 s 014 | 3    |
| Australie       | 44 s 022 | 4    |